# Односи Србије и Суринама
Односи Србије и Суринама су инострани односи Републике Србије и Републике Суринама.

## Билатерални односи
Дипломатски односи са Суринамом су успостављени 1976. године.
Амбасада Републике Србије у Вашингтону (САД) радно покрива Суринам.
Суринам је гласао против пријема Косова у УНЕСКО 2015.
Суринам је 29. јула 2016. признао Косово као независну државу, да би годину дана касније признање повукао 27. октобра 2017.

### Економски односи
- У 2020. години забележен је извоз у вредности од 805.000 УСД и увоз у вредности од 21.000 УСД.
- У 2019. години регистровано је 1,76 милиона УСД извоза и 119 хиљаде УСД увоза.
- У 2018. години трговинску размену је чинио извоз у вредности од 4,25 милиона и увоз у вредности од 39 хиљада долара.[4][5]